# 2-Propinilglicin
A 2-propinilglicin (HCCCH2CH(NH2)COOH) aminosav. Gátolja a cisztationinmetabolizmust és így a metioninszintézist
Kis mennyiségben feltehetően a neurodegenerációt és a májkárosodást gátolhatja.

## Tulajdonságok
A 2-propinilglicin klikkreakcióba léphet 2-(4-azidofenil)-6-metilbenzotiazollal, 2-(4-(4-(2-amino-2-karboxietil)-1,2,3-triazol-1-il)fenil)-6-metilbenzotiazolt létrehozva. Ez kelátot tud képezni rézzel, megzavarva a réz β-amiloiddal való komplexképző képességét. A 2-propinilglicin és a glicin ugyanakkora kelátképző képességűek, amit a 2-(4-(4-(2-amino-2-karboxietil)-1,2,3-triazol-1-il)fenil)-6-metilbenzotiazol csökkent fluoreszcenciája is jelez. Ez és a 2-(4-azidofenil)-6-metilbenzotiazol is képesek az Aβ40 oxigénezésére. Az Aβ40–Cu aggregátumok a sejtmorfológiát megváltoztatják és sejthalált okoznak, a 2-(4-(4-(2-amino-2-karboxietil)-1,2,3-triazol-1-il)fenil)-6-metilbenzotiazol helyreállítja a sejtmorfológiát és növeli a sejt életképességét, azonban a 2-(4-azidofenil)-6-metilbenzotiazol erre nem képes.

## Biológiai hatások
A propinilglicin gátolja a metioninszintézist a cisztationin-γ-szintáz és a metionin-γ-liáz inhibeálásával, a germinációt és többek közt az Escherichia coli, a Saccharomyces cerevisiae és a Bacillus subtilis növekedését.

## Használat

### Lehetséges gyógyszerek
Diabétesz-tuberkulózis komorbiditás esetén a májkárosodás megelőzésére használható lehet. Ezenkívül a perivaszkuláris zsírszövet antikontraktilis hatásainak gátlásával befolyásolhatja a vérnyomást.
Rákgyógyszer lehet a Fmoc-L-2-propinilglicin, mely hatékonyan köti a PEG27-láncokat, és aminosavként képes a kötőpeptid bármely helyén alkin hozzáadására. 

### Katalizátorok
A 2-propinilglicin származékai katalizátorok előállítására használhatók aminometilált polisztirollal.